# الألعاب الأولمبية الصيفية للشباب 2018

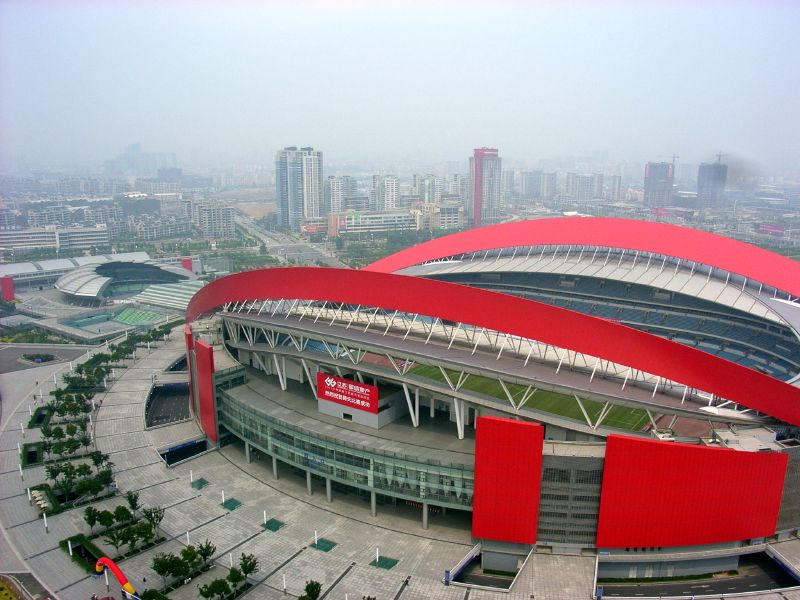
مركز الألعاب

الألعاب الأولمبية الصيفية للشباب 2018 أقيمت في الأرجنتين من 6 أكتوبر 2018 وحتى 18 أكتوبر 2018 وهي النسخة الثالثة في تاريخها. وقد شارك في البطولة 3,600 رياضي (تقديرات) وقد تنافسوا في 184 مسابقة من خلال 26 لعبة رياضية.